# Шпак, Михал
Михал Шпак (пол. Michał Szpak; род. 26 ноября 1990) — польский певец и автор песен, который стал популярным после участия в польском X Factor в 2011 году. В 2016 году представил Польшу на Евровидении 2016 с песней «Color of Your Life».

## Биография
Михал родился в Ясло, небольшом городке на юге Польши. У него есть две сестры и брат. Михал вырос в очень артистической семье. С детства он любил поэзию, рисование и, больше всего, музыку, хоть никогда и не брал музыкальных уроков. В раннем возрасте на него повлияла музыка Queen, Muse, Збигнева Прайснера, Дэвида Боуи и Майкла Джексона. Впервые он вышел на настоящую сцену в возрасте 9 лет. В Ясельском Доме Культуры он получил приз в секции Юных талантов. Во время учебы в школе, он познакомился с Камилем Чаплей, основателем рок-группы Whiplash. И уже две недели спустя, он впервые присоединился к коллективу на концерте в городе Кросно. Кавер-версия песни группы Wilki "Cień w dolinie mgieł" в исполнении Whiplash, посланная на национальный конкурс, получила премию от Роберта Гавлински, что привело к приглашению Михала в Варшаву.
Следующим шагом стало участие в шоу X-Factor. Во время кастингов он исполнил песню Dziwny jest ten świat из репертуара Чеслава Немена. Жюри, в состав которого входили Чеслав Мозил, Куба Воевудский и Майя Саблевская, решили, что исполнитель достоин прохождения в следующую стадию шоу. Шпак в итоге попал в группу исполнителей в возрасте 16-24 лет, которой руководил Куба Воевудский. На следующих программах он исполнил песни Szczęśliwej drogi już czas, Californication, Fever, You Are So Beautiful, Knockin’ on Heaven’s Door. В финальном шоу, 5 июня 2011 года, он пел "You Are So Beautiful" и дуэт с Александрой Бёрк - "Hallelujah", в итоге заняв второе место. После окончания шоу Шпак принимает участие в серии концертов финалистов  X Factor.
18 июня 2011 года Михал выступает на четвёртом фестивале Orange Warsaw Festival. Это стало его первым выступлением перед таким большим количеством публики. С сентября по ноябрь он принимает участие в 13 сезоне программы "Taniec z gwiazdami" (Танцы со звёздами), также выходившей на TVN. Вместе с Паулиной Бернат он занимает 5 место в шоу. В конце 2011 года певец выпускает на лейбле Universal Music Poland свой первый EP диск XI из пяти новых песен, спродюcсированных Лукашем Таргошем и Михалом Грымузой. В 2013 году одержал победу на всепольском Фестивале русской песни, исполнив романс «Очи чёрные». 8 июня 2014 года он становится одним из гостей третьего дня 51 Национального Фестиваля Польской песни в Ополе, где исполнил композицию "Jednego serca".
В апреле 2015 года Шпак выпустил сингл "Real Hero", начавший раскрутку его первого полноценного студийного альбома. 12 июня была опубликована его польская версия - "Jesteś bohaterem", с которой певец становится победителем конкурса "SuperPremiery" на 52 Национальном Фестивале Польской песни в Ополе. 23 октября он выпускает видеоклип на песню "Byle być sobą", второй сингл с предстоящего альбома. Сам же дебютный диск, "Byle być sobą", вышел в свет 13 ноября на лейбле Sony Music. На диск вошли 12 песен в различных стилях, которые отражают прежде всего интерес исполнителя к музыке 80-х и 90-х годов, а также его любовь к симфонической музыке. В большинстве записей звучат живые инструменты, и, помимо обычных для поп-рок музыки, на диске можно услышать звучание скрипки, виолы, виолончели и контрабаса. Альбом был спродюсирован Beat Music, микс и мастер - Coverius Studio в Гамбурге.
В настоящее время Михал живёт в Варшаве. Получал психологическое образование в Университете социальной психологии и гуманитарных наук, но вынужден был прервать обучение из-за недостатка времени.

## Евровидение
В 2015 году, после победы на фестивале в Ополе, певец изъявил желание принять участие в 61 конкурсе песни Евровидение, который прошёл в Стокгольме в мае 2016 года. 21 декабря он выпустил две потенциальные песни для Евровидения ("Such Is Life" и "Color of Your Life"), позже вошедшие в его дебютный альбом, и спросил своих поклонников, с какой из них ему стоит принять участие в национальном отборе. Более 85% из них предпочли вторую, которая и была подана в заявке на телеканал TVP. 14 мая 2016 года состоялся финал конкурса. Жюри присудили Михалу 25 место, однако по результатам зрительского голосования он оказался на 3 месте. В итоге Михал занял 8 место в конкурсе.

## Дискография
- XI (EP) (2011)
- Byle być sobą (2015)
- Dreamer (2018)

## Награды и номинации
- 2011: Финалист шоу польской версии программы X Factor.
- 2011: Участник шоу польской версии программы Танцы со звёздами.
- 2012: Участник Национального Фестиваля Польской песни в Ополе[2].
- 2013: Золотой Самовар — Фестиваль русской песни в Зелёна-Гуре.
- 2014: Участник Национального Фестиваля Польской песни в Ополе[3].
- 2015: Победитель  Национального Фестиваля Польской песни в Ополе в номинации Суперпремьеры[4].
- 2016: Представитель Польши на Евровидении 2016[5].
- 2016: Победитель  Национального Фестиваля Польской песни в Ополе в номинациях Суперпоединки и Гран При "Золотое Ополе" [6].
- 2016: Альбом Byle być sobą становится платиновым[7].
- 2017: Сингл Color of Your Life становится трижды платиновым[8].
- 2017: Сингл Jesteś bohaterem становится золотым[9].